# Schermützelsee

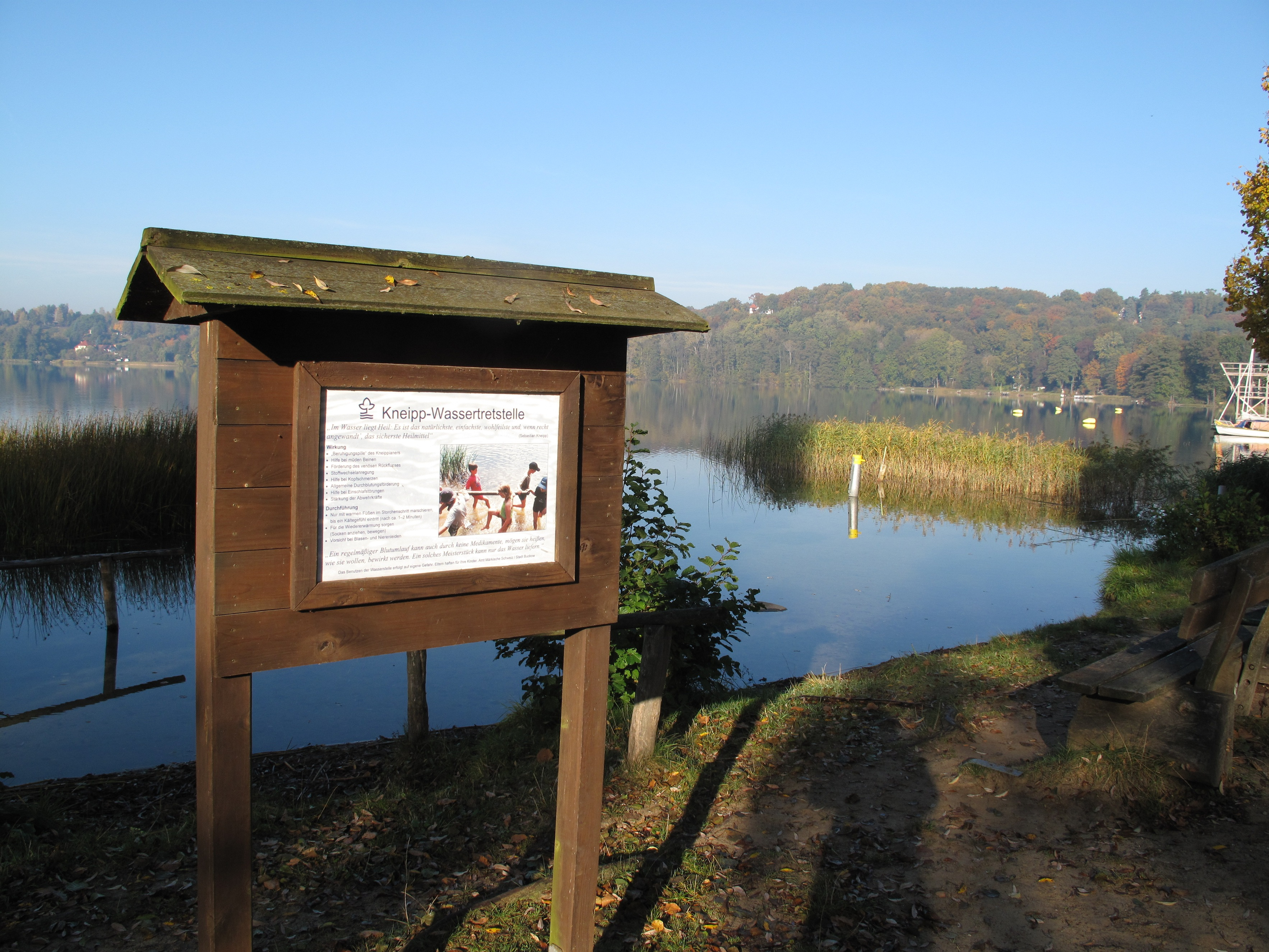
Pohled na Schermützelsee

Schermützelsee je jezero v okrese Brandenburg v Märkisch-Oderland, které má rozlohu 137 ha. Je to největší jezero v Märkische Schweiz a nachází se ve stejnojmenném přírodním parku, který je ve vzdálenosti cca 50 km východně od Berlína.
Celá oblast jezera a břehů se nachází v oblasti lázeňského města Kneipp v Buckowě.
Jméno Schermützel pochází z období slovanského osídlení a překlada se jako shnilý strom.

## Hydrologie a ekologie jezera
Voda k tomuto jezeru je přiváděna pomoci podzemní tokem vody a řekou Sophien, která odtéká do Odry. Nejnižší bod dna jezera je v hloubce 38 metrů a nachází se 12 metrů pod hladinou moře. Jezero se nachází pod reliéfem, který je jižním svahem Barnim západního okraje Buckower Kessel. 
V jezeře a u jezera se nacházejí ryby, vydry nebo bobři, které jsou v kritickém ohrožení, ale také tu je ptačí rezervace Märkische Schweiz (SPA).

## Poloha (dostupnost)
Jezero oficiálně patří městu Buckow, kde jsou lázně Kneipp. Centrum města vede podél východního břehu jezera Schermützel. Přibližně polovina severozápadního břehu a část severovýchodního břehu - přibližně od hraničního hrdla k ústí řeky Sophien asi 200 metrů severně od Buckowského lido - leží na okrese Bollersdorf, který je okresem obce Oberbarnim. 
Kolem severovýchodního břehu vede silnice č. 6413, která spojuje Buckow s Bollersdorfem a Pritzhagenem. K jezeru se můžete dostat i pomoci MHD ze zastávky Märkisch-Oderland (BMO), nebo je tu možnost i muzejní železnice.

### Zábava a atrakce:
Návštěva jezera je vhodná pro lidí, které by si chtěli odpočinout. Mohou si zde udělat například krásnou procházku.